# Acalyptris galinae
Acalyptris galinae là một loài bướm đêm thuộc họ Nepticulidae. Nó được miêu tả bởi Puplesis năm 1984. Loài này có ở Turkmenistan và Uzbekistan, cũng như Mông Cổ và the United Arab Emirates.
Its habitat consists of deserts.
The wingspan 4.4–5.5 mm. Con trưởng thành bay từ tháng 4 đến tháng 6.